# ドゥバン・サパタ
ドゥバン・エステバン・サパタ・バンゲーラ（Duván Esteban Zapata Banguera, 1991年4月1日 - ）は、コロンビア・カリ出身のサッカー選手。コロンビア代表。トリノFC所属。ポジションはフォワード。

## クラブ経歴
2008年にアメリカ・デ・カリでプロデビューし、2011年にアルゼンチンのエストゥディアンテス・デ・ラ・プラタへ移籍。2012-13シーズンには31試合に出場し13得点を挙げた。この活躍から、母国コロンビアではファウスティーノ・アスプリージャとも比較されていた。
2013年8月、イタリアのSSCナポリへ移籍。移籍金は600万ユーロ、背番号は91番。9月28日のジェノアCFC戦でセリエAデビューを果たした。2013-14シーズンには5得点、翌2014-15シーズンには6得点を記録したが、絶対的エースであるゴンサロ・イグアインの牙城を崩せなかった。
2015年7月22日、ウディネーゼ・カルチョへ2年間のレンタル移籍。9月19日のエンポリFC戦でウディネーゼ初得点をマーク。翌2016-17シーズンには2017年3月5日のユヴェントスFC戦でチームを同点に導く得点をあげるなど計10得点を記録し、欧州移籍後初の二桁得点を記録した。
2017年8月31日、UCサンプドリアへ1年間の買取オプション付きレンタル移籍。2017-18シーズン終了後にサンプドリアが買取オプションを行使した。
2018年7月12日、アタランタBCへ2年間の買取オプション付きのレンタルで移籍した。序盤戦からチームを牽引し、2018年12月9日のウディネーゼ・カルチョ戦ではレンタル元を相手にハットトリックを達成。2018年12月26日のユヴェントスFC戦では2得点を挙げ引き分けに持ち込むと、2019年1月20日のフロジノーネ・カルチョ戦では4得点をあげて再びハットトリックを達成した。なおこの間の2018年12月3日に行われたSSCナポリ戦から2019年1月30日に行われたコッパ・イタリアのユヴェントスFC戦までの公式戦10試合で連続ゴールを記録している。以後も好調を維持し、最終的にファビオ・クアリャレッラの26得点に次ぐ23得点を挙げ、アタランタ史上初となるUEFAチャンピオンズリーグ出場権獲得の原動力となった。
2019-20シーズン、セリエA第9節のウディネーゼ・カルチョ戦にてハットトリックを決めチームは7-1で勝利した。2020年1月17日、アタランタBCは買取オプションを行使したことを発表した。3月1日レッチェ戦でシーズン2度目のハットトリックを決めるなど、リーグ戦では18ゴールを決め、来季のチャンピオンズリーグ出場権獲得に貢献した。
2023年9月1日、トリノFCに買取オプション付きのレンタルで移籍した。いくつかの条件を満たせば買取義務が発生する条項も盛り込まれている。

## 代表経歴
2017年3月23日に行われた2018W杯・南米予選のボリビア戦でコロンビア代表デビューを果たした。
2019年6月ペルーとの親善試合で代表初ゴールを決めると、コパアメリカでも2ゴールを決めた。
2021年コパアメリカではコロンビアをアタランタでチームメイトのルイス・ムリエルと共に3位に導く活躍。

## タイトル

### クラブ
ナポリ
- コッパ・イタリア : 2013-14
- スーペルコッパ・イタリアーナ : 2014